# Torul
Torul là một huyện thuộc tỉnh Gümüşhane, Thổ Nhĩ Kỳ. Huyện có diện tích 1079 km² và dân số thời điểm năm 2007 là 13118 người, mật độ 12 người/km².